# Immetalia celebensis
Immetalia celebensis är en fjärilsart som beskrevs av Rothschild 1896. Immetalia celebensis ingår i släktet Immetalia och familjen nattflyn. Inga underarter finns listade i Catalogue of Life.